# Astomum lonchophyllum
Astomum lonchophyllum là một loài rêu trong họ Pottiaceae. Loài này được G. Roth mô tả khoa học đầu tiên năm 1911.